# Pajala kommunala realskola
Pajala kommunala realskola var en kommunal realskola i Pajala verksam från 1952 till 1965.

## Historia
Skolan fanns som högre folkskola som den 1 juli 1952 ombildades till kommunal realskola.
Realexamen gavs från 1953 till 1965.
Skolbyggnaden användes efter realskoletiden av Laestadiusskolan.